# اندیس هاشم‌آباد
اندیس هاشم آباد یک اندیس غیرفلزی است که در حوالی شهر نائین استان اصفهان قرار دارد و مادهٔ معدنی موجود در آن، خاک صنعتی است.